# FY Весов
FY Весов (лат. FY Librae), HD 132112 — одиночная переменная звезда в созвездии Весов на расстоянии приблизительно 916 световых лет (около 281 парсека) от Солнца. Видимая звёздная величина звезды — от +7,78m до +7,06m.

## Характеристики
FY Весов — красный гигант, пульсирующая полуправильная переменная звезда типа SRB (SRB) спектрального класса M5III.